# Chant chrétien
 (avril 2013).
Si vous disposez d'ouvrages ou d'articles de référence ou si vous connaissez des sites web de qualité traitant du thème abordé ici, merci de compléter l'article en donnant les références utiles à sa vérifiabilité et en les liant à la section « Notes et références ».
 (avril 2013).
Le chant chrétien est l'ensemble des pratiques liturgiques chantées dans la religion chrétienne. Il joue un rôle important dans l'histoire de la musique occidentale et dans celle de la musique religieuse. Issus des musique païennes de la Rome Antique et des traditions hébraïques, la première période est déterminée par les plus anciens documents musicographiques.

## Naissance des traditions musicales chrétiennes

### Les relations avec la tradition grecque

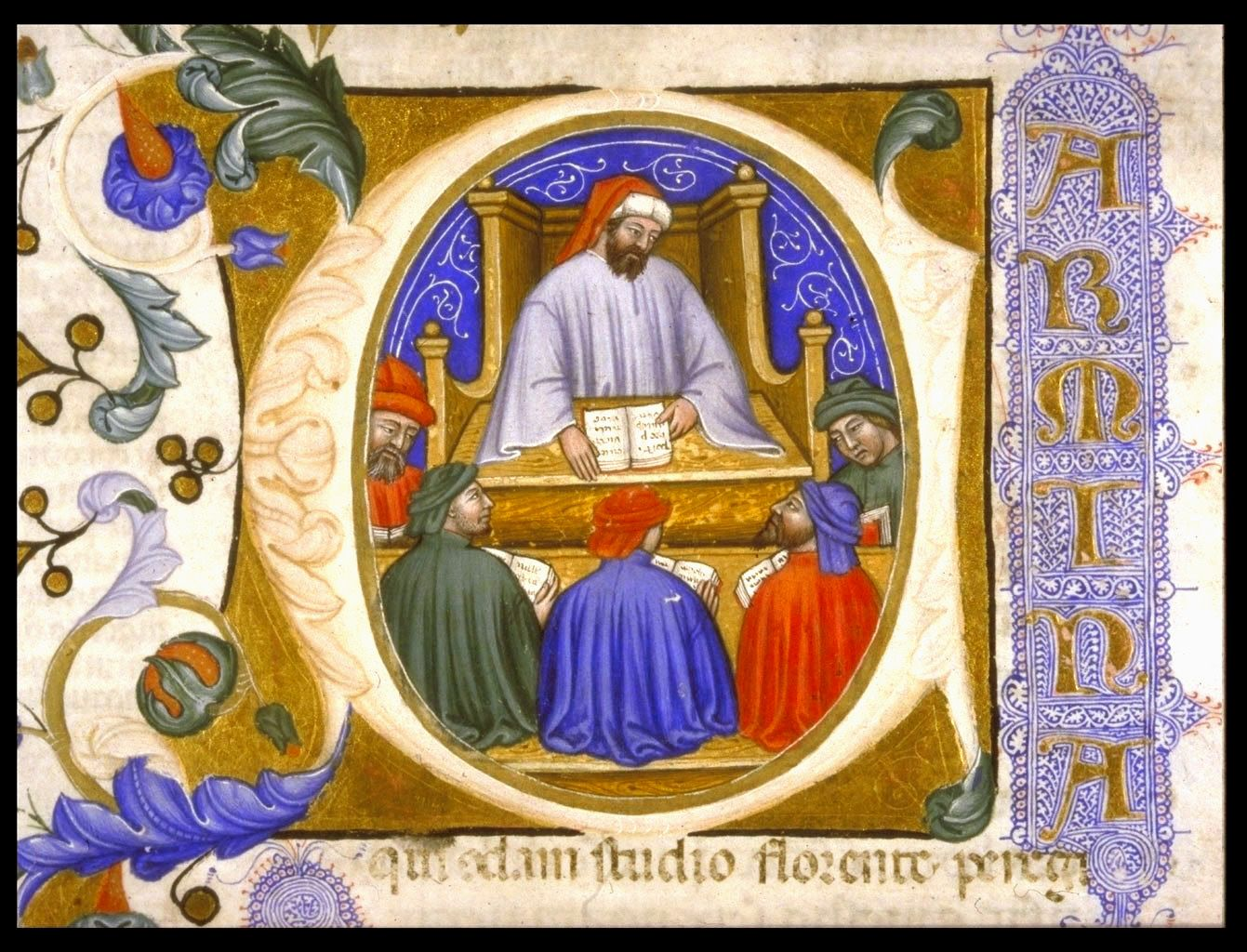
Boèce enseignant, feuillet du manuscrit de la Consolation de la philosophie, 1385

La musique des Romains est étroitement liée aux fêtes et aux représentations des païens et n'est donc pas conformes à la nouvelle religion en train de se répandre rapidement dans tout l'empire, le christianisme. Durant les siècles de l'Empire tardif, les traditions philosophiques néoplatoniciennes et néopythagoricienne, apparues à Rome avec les cultures hellénistique et alexandrine, influencent fortement la pensée des théoriciens de ce temps. Les exigences musicales sont strictement déterminées par la nouvelle liturgie chrétienne. En conséquence, alors que le modèle théorique offert par la tradition grecque est désormais complètement distinct de la pratique artistique et réduit à la spéculation pure, les modèles traditionnels s'avèrent inadaptés à ces nouvelles exigences. Il s'agit de créer une tradition musicale « nouvelle » - bien que non opposée au modèle grec - capable d'unifier la « chrétienté » sur le point de se substituer au grand empire. Comme dans d'autres domaines culturels, les chrétiens voulaient être les continuateurs de la culture hellénistique classique qui aurait, au travers de ses philosophes et penseurs les plus éclairés - selon la pensée de l'époque - déjà entrevu et prédit les vérités de la révélation ; le devoir de la nouvelle foi aurait été d'expliquer et de porter à la lumière les vérités déjà sous-jacentes dans l'ancien monde.
Ainsi, toute la théorie musicale des Grecs ne devait pas être rejetée en tant qu'invention païenne mais, au contraire, repensée et adaptée aux nouvelles exigences, avec l'objectif d'en démontrer la continuité avec la pratique musicale moderne. À ce titre, des écrits tels que le Traité de la Musique de Boèce furent fondamentaux.

### Le langage musical des premiers chrétiens

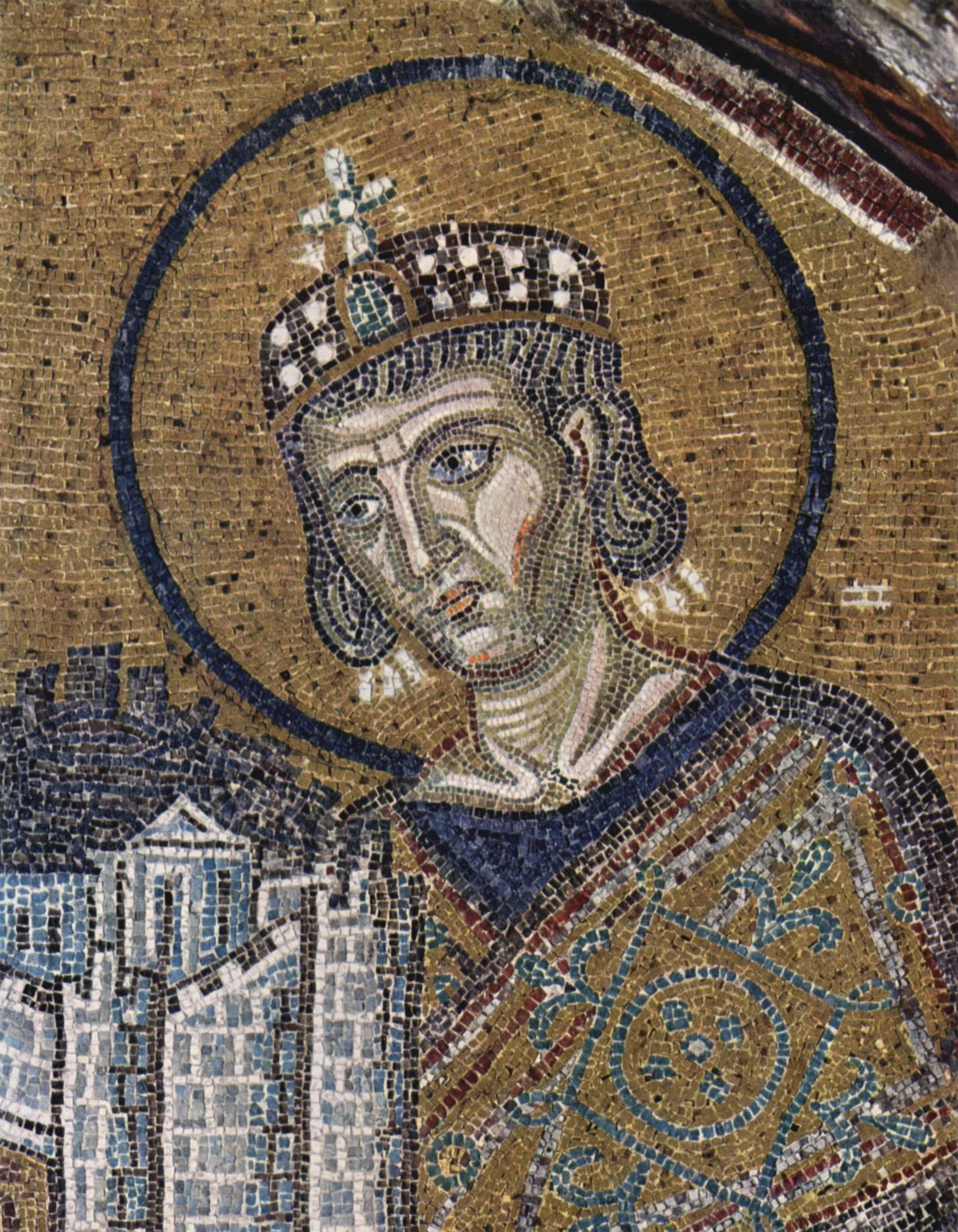
L'empereur Constantin Ier offre le temple de Salomon à la Vierge, mosaïque byzantine du Xe siècle

Le chant chrétien accompagné d'instruments de musique, basé sur le livre des Psaumes, est l'un des premiers styles de musique chrétienne.

### Chant grégorien
Pour comprendre comment est apparu et s'est développé le chant grégorien - première manifestation documentée du chant chrétien - il est nécessaire de reconstituer l'histoire du christianisme à partir de la destruction du temple de Jérusalem en 70 apr. J.-C.
À la suite de cet événement historique, les Juifs se dispersent dans tous les pays du bassin Méditerranéen. La plupart restent fidèles à la religion hébraïque ; quelques-uns se convertissent au christianisme. Ce sont ces derniers qui répandent le message du Christ dans les populations de l'Empire romain. Il est raisonnable de supposer que la première liturgie chrétienne fut influencée par le culte hébraïque hérité des synagogues. Le musicologue letton Bramo Idelsohn a découvert dans des documents les traces des deux styles sur lesquels était fondée la tradition synagogale : la cantillation et le jubilus. Il s'agit de la preuve la plus évidente permettant d'affirmer - avec une certitude historiographique - que la pratique musicale chrétienne découle de la tradition hébraïque et non pas grecque.
En 313, l'édit de Constantin reconnait la liberté de culte aux chrétiens. De surcroît, en 391, Théodose Ier met un veto à la persistance de cultes païens dans l'empire. À cette époque, sur la base du modèle impérial bureaucratique, le christianisme se dote d'une organisation hiérarchique institutionnelle. 
À la suite de l'effondrement de l'empire, Rome et Byzance entretiennent toujours des relations malgré leurs mésententes, jusqu'en 1054, date du schisme entre l'Orient et l'Occident. Ainsi, alors que le patriarcat de Constantinople impose la liturgie orthodoxe chrétienne en langue grecque, baptisée rite byzantin, en Orient, en Occident, la tradition chrétienne est liée au chant et à la liturgie en langue latine, appelée grégorien. Dans les plus importantes villes de l'Empire romain d'Occident se constituent des diocèses avec à leur tête un évêque. L'évêque du diocèse de Rome est le chef de la chrétienté, c'est-à-dire le Pape.
Durant le Haut Moyen Âge, les liens entre les différents centres de l'Empire romain sont très limités. Aussi voit-on se produire une scission dans la liturgie et le chant chrétien : dans chaque siège se développe une liturgie et un chant autonome. Par exemple, à Milan se développent la liturgie et le chant ambrosien, du nom de l'évêque de Milan, Saint Ambroise ; à Rome, on trouve le chant vieux-romain ; en France, c'est le chant gallican ; en Espagne, le chant mozarabe.

### Vers un chant chrétien unifié

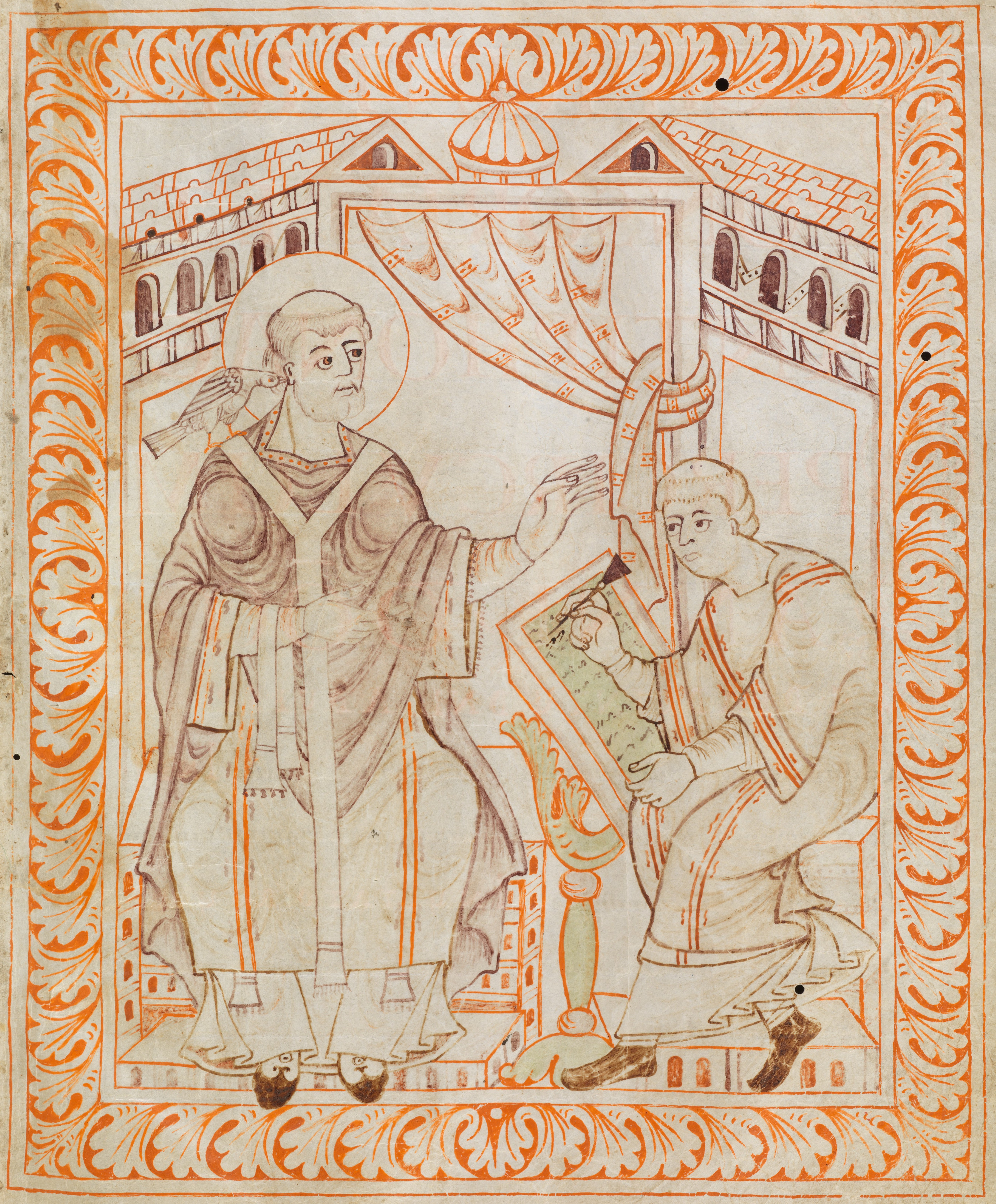
Grégoire Ier dictant les chants grégoriens, antiphonaire de Saint-Gall (Cod. Sang. 390, p. 13) vers 1000.

Au milieu du XXe siècle, lors du débat sur les origines du chant grégorien, l'unification du chant liturgique par le pape Grégoire le Grand était l'hypothèse dominante. Par la suite de nouvelles études mirent en avant une autre thèse :
En 730, le pape Étienne II, préoccupé par la menace lombarde, va requérir l'aide du roi des Francs Pépin le Bref. Il découvre alors qu'à Paris on ne chante pas le chant vieux-romain, mais un chant certes d'origine hébraïque comme le romain mais avec des caractéristiques différentes. Le pape demande à Pépin le Bref d'imposer le chant romain ancien dans le royaume des Francs. À cause de l'absence d'un système de notation musicale, cette tentative d'imposition n'aboutit qu'à une contamination entre le chant vieux-romain et le chant gallican, de laquelle naît le chant gallo-romain, la version franque du chant vieux-romain.
En 800, Charlemagne descend en Italie et bat les Lombards. Il est couronné empereur de l'Empire carolingien par le pape Léon III. L'Église demande alors l'unification du chant liturgique chrétien dans tout le territoire. Le résultat n'est pas l'imposition du chant romain, mais de la version franque du chant vieux-romain. Ainsi, à Rome se succèdent d'abord le chant vieux-romain, puis une période de cohabitation entre le chant vieux-romain et sa version franque et, finalement, la suprématie du chant gallo-romain. Le chant vieux-romain est alors appelé « chant grégorien » car il est attribué à Grégoire le Grand. Cette attribution entre dans le projet culturel de la renaissance carolingienne, à l'intérieur duquel s'insère l'imposition du chant gallo-romain à toute la chrétienté  présentée comme l'œuvre de Grégoire le Grand. À cette époque (IXe siècle), une biographie de Grégoire le Grand écrite par Giovanni Diacono dit que le pape avait unifié les textes des chants chrétiens (devenus le grégorien) dans un Antifonarium Cento et avait fondé la Schola cantorum dont la tâche était de répandre et conserver les chants du répertoire sans contamination. Ce n'est que récemment que la critique historique a démontré le caractère erroné de ces attributions : les premiers essais de notation musicale sont postérieurs de deux siècles à la mort du pape Grégoire et aucune école n'existait lorsqu'il fut nommé pontife.

## La liturgie et le chant chrétien: styles
La liturgie chrétienne se divise en :
- Heures canoniales : qui scandent la journée en heures canoniques, du matin au crépuscule, et sont pratiquées surtout dans les monastères. En principe, les offices du matin et du crépuscule impliquent aussi la population. Pendant les heures ils chantent surtout les hymnes, qui sont des textes qui ne sont pas issus de la Bible, mais importés par l'Orient en Occident, où ils sont diffusés grâce à l'œuvre de Saint Ambroise, donc principalement à Milan. Les hymnes sont strophiques: la mélodie de la première strophe se répète pour toutes les autres strophes ; très chantants, ils plaisent beaucoup aux fidèles ce qui contraint l'Église à les admettre dans son propre répertoire officiel. Ils font toujours partie du répertoire officiel de l'église catholique.

- Liturgie de la messe : qui prévoit des textes bibliques qui appartiennent au Propre de la messe et à l'Ordinaire de la messe. Les premiers changent d'un jour à l'autre de l'an liturgique et sont l'introït, le graduel, l'alleluia, l'offertoire et la communion. Les seconds restent fixes pour tous les ans liturgiques et sont le Kyrie, le Gloria , le Credo, le Sanctus et Agnus Dei.

Initialement, les textes du propre de la messe et de l'Ordinaire de la Messe ont les mêmes styles que l'accentus qui dérive de la cantillation, une récitation du livre des psaumes sur une note rebattue ; l'alléluia qui dérive du jubilus, est une longue vocalise, en général concentrée surtout sur la « A » final de l'alléluia, mais qui peut aussi se produire tout au long de ce même alleluia. Né avec l'idée d'exaltation de Dieu qui passe à travers la virtuosité du chant ; le concentus est une mélodie qui se développe librement, avec des intervalles amples. Le concentus est semi-syllabique. Alors que l'accentus a une note pour chaque syllabe, le concentus peut présenter plus de notes pour chaque syllabe.
En ce qui concerne les modalités d'exécution, celles-ci peuvent concerner soit l'antienne, soit les responsoriales, soit l'alléluia.
1. Dans la psalmodie de l'antienne, les fidèles se divisent en deux groupes, chacun récitant un verset différent. Deux groupes de chanteurs s'alternent ;
2. Dans la psalmodie responsoriale, le soliste chante le verset et l'assemblée y répond toujours avec une phrase égale, chantée en alternance entre soliste et chœur ;
3. Dans la psalmodie de l'alléluia, les fidèles chantent à l'unisson.

À un moment donné[Quand ?] l'Église est confrontée à la demande d'une créativité nouvelle. En effet, souhaitant imposer le chant grégorien au monde occidental, celle-ci désire qu'il soit accepté comme un texte sacré, à l'instar de la Bible, qu'il ne puisse être modifié dans son style. Afin d'innover sans pour autant altérer la substance du chant grégorien, deux nouvelles formes sont inventées : les tropes et les séquences. 
1. Les tropes naissent comme des interpolations, à l'intérieur d'un texte sacré, de nouvelles parties, soit de texte ou de musique qui, s'ils ne modifient en apparence pas le texte sacré, produisent en réalité, un nouveau chant. Le point de départ de ce processus fut le trope  de complément, c'est-à-dire de parties enchâssées avant et après le chant. Il suffit de détacher ces parties des chants pour créer de nouveaux chants.
2. Un autre procédé d'invention déguisée est la séquence. Dans l'alleluia, la vocalise qui se fait sur la « a » de la fin de l'alléluia se détache du chant originel et est appliqué à un nouveau texte. Ce jubilus melismatique devient par cela un chant syllabique, parce que, en appliquant un texte sur le jubilus, le chant devient syllabique. La motivation à l'origine de cette opération est de type mnémotechnique. On considère qu'on applique la séquence au texte pour faciliter le souvenir des caractéristiques de la vocalise. En réalité, cette application produit un chant nouveau.

Il y a en somme une réorganisation du texte, et de la musique. Cependant, dans la réorganisation de la musique, l'événement le plus important est l'introduction du principe, étranger au chant grégorien, de la répétition, qui consistait dans la possibilité de répéter plusieurs fois une même section musicale. L'effet de l'application de ce principe sera une inversion du rapport entre texte et musique. Dans le chant grégorien, la musique est une sorte d'amplification émotive du texte sacré de la Bible. Toutefois la musique existe avant le texte, mais devient autonome, ce qui introduit une logique compositionnelle différente.

## La théorie

### Les modes (ou tons) ecclésiastiques

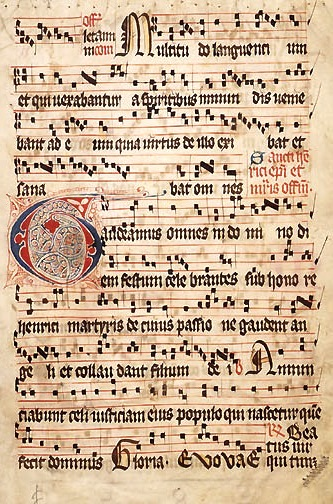
L'Introïtus Gaudeamus omnes, écrit en notation carrée au XIVe siècle - XVe siècle

Du point de vue théorique, le chant grégorien se base sur une échelle modale similaire à celle de la musique grecque, c'est-à-dire les modes : dorien, phrygien, lydien et mixolydien. Ceci est la raison pour laquelle le chant grégorien est souvent conçu comme un dérivé de la tradition grecque. En réalité, l'usage des noms grecs témoigne du désir des musiciens et, surtout, des théoriciens médiévaux, de revendiquer leurs propres liens avec le monde Classique, dans l'attitude, développée à l'époque carolingienne, de retrouver le passé, dévasté par les premières invasions barbares. Cependant, ces échelles sont profondément différentes, avant tout parce qu'elles sont ascendantes, alors que les premières étaient descendantes, et parce qu'elles sont construites sur quatre notes, différentes, que sont le ré, le mi, le fa et le sol et avec des intervalles différents.
Mode dorien en ré = échelle de ré; mode phrygien en mi = échelle de mi mode lydien en fa = échelle de fa mode mixolydien en sol = échelle de sol
Chaque mode a deux notes essentielles : le finalis  (= la note avec qui commence et il finit un chant) et la repercussio  (la note qui se répercute, qui revient, qui est répétée plusieurs fois dans le chant, en général au début de chaque verset). La repercussio, en principe, correspond à la quinte du finalis.
Chaque mode a un mode dérivé qui est nommé hypomode (hypodorien, hypophrygien...) qui consiste dans le déplacement du registre vers le grave, en descendant d'une quarte. Le mode hypodorien se trouve une quarte en-dessous du ré, l'hypophrygien a la repercussio au-dessus. Cependant, le mode dérivé du finalis reste le même : un chant de mode hypodorien commence et finit donc avec le ré, que l'échelle mélodique aille du ré au ré (mode dorien), ou du la au la (mode hypodorien), en changeant le repercussio, parce que le mode est dérivé, si la repercussio était à la quinte du finalis, ce serait la dernière note de l'échelle. Ceci n'est pas fonctionnel. Ainsi, en mode dérivé, la repercussio est à la tierce du finalis; en mode dorien authentique, le repercussio est à la quinte du ré; en mode dérivé dorien c'est le fa qui est à la tierce du ré. Ce système fondé sur quatre modes fondamentaux n'admet pas de modulations : si un chant est en mode dorien, il ne présente pas d'altérations, à part la seule exception du si bémol.
La succession fa-sol sol-la la-si est une quarte ascendante de trois tons, nommée triton. L'intervalle qui est créé entre le fa et si est dissonant, ce triton est alors nommé Diabolus. En musique, le diabolus ne doit pas se produire, quand on arrive au fa le si devait être bémolisé, pour produire ce que nous appelons aujourd'hui une quarte juste. Dans le cadre d'un chant rigoureusement diatonique, c'est-à-dire dépourvu d'altérations, la seule altération admise était celle du si qui s'introduisait quand on venait du fa pour éviter le « diabolus in musica ». Puisque la note est mobile, elle peut être soit bécarre ou bémol mais ne pouvait pas être repercussio, parce que cette dernière doit avoir une caractéristique fixe de référence et, alors, toutes les fois que le si devait être repercussio, ce dernier se déplaçait vers le do. En comparaison avec le mode dérivé de l'hypolydien : le repercussio doit être à la tierce du sol et devait être déplacé vers le do, le mode hypophrygien n'a pas de repercussio sur la tierce, mais sur la quatrième note, par analogie avec le mode authentique (car, dans le mode authentique, le repercussio est le do, dans le mode dérivé, par analogie, le repercussio se déplace d'une note).
La diffusion des séquences et des tropes, qui remet en question le répertoire traditionnel grégorien, est rejetée pendant la contre-réforme, c'est-à-dire lors du concile de Trente, alors que l'Église ressent le besoin de revenir aux origines du chant chrétien.
À cette occasion l'Église abolit toutes les séquences et tous les tropes en maintenant seulement cinq séquences dans le répertoire:
1. Victimae paschali laudes de Wipo (rite de Pâques)[2];
2. Veni sancte spiritus attribué à Étienne Langton (jour de la Pentecôte)[2];
3. Lauda sion, de Thomas d'Aquin (corpus domine)[2];
4. Dies irae, Thomas de Celano (utilisé dans la liturgie funèbre)[2];
5. Stabat mater de Jacopone de Todi (qui fut introduit plus tard à partir de 1727)

En 1614 un éditeur de Rome obtient du pape l'autorisation de produire une édition de chant grégorien dite Editio Medicea, une édition faussée où les melismes sont supprimés, et les notes allongés, ce qui entre en désaccord avec les codes du chant grégorien
Au XIXe siècle, l'usage d'une révision de l'Editio medicea est autorisé auprès du Saint-Siège pendant 30 ans, bien qu'il ne s'agisse pas d'une édition officielle. Dans la deuxième moitié du XIXe siècle, l'intégralité du manuscrit en parchemin antiphonarium cent, en notation neumatique, est recueilli dans la série  Paléographie musicale, en 19 volumes, qui expriment l'irrégularité de l'Édition médicéenne. Parallèlement à ces mélodies intégrées dans le répertoire grégorien, on trouve des mélodies originales autonomes.

### Approfondissement théologique

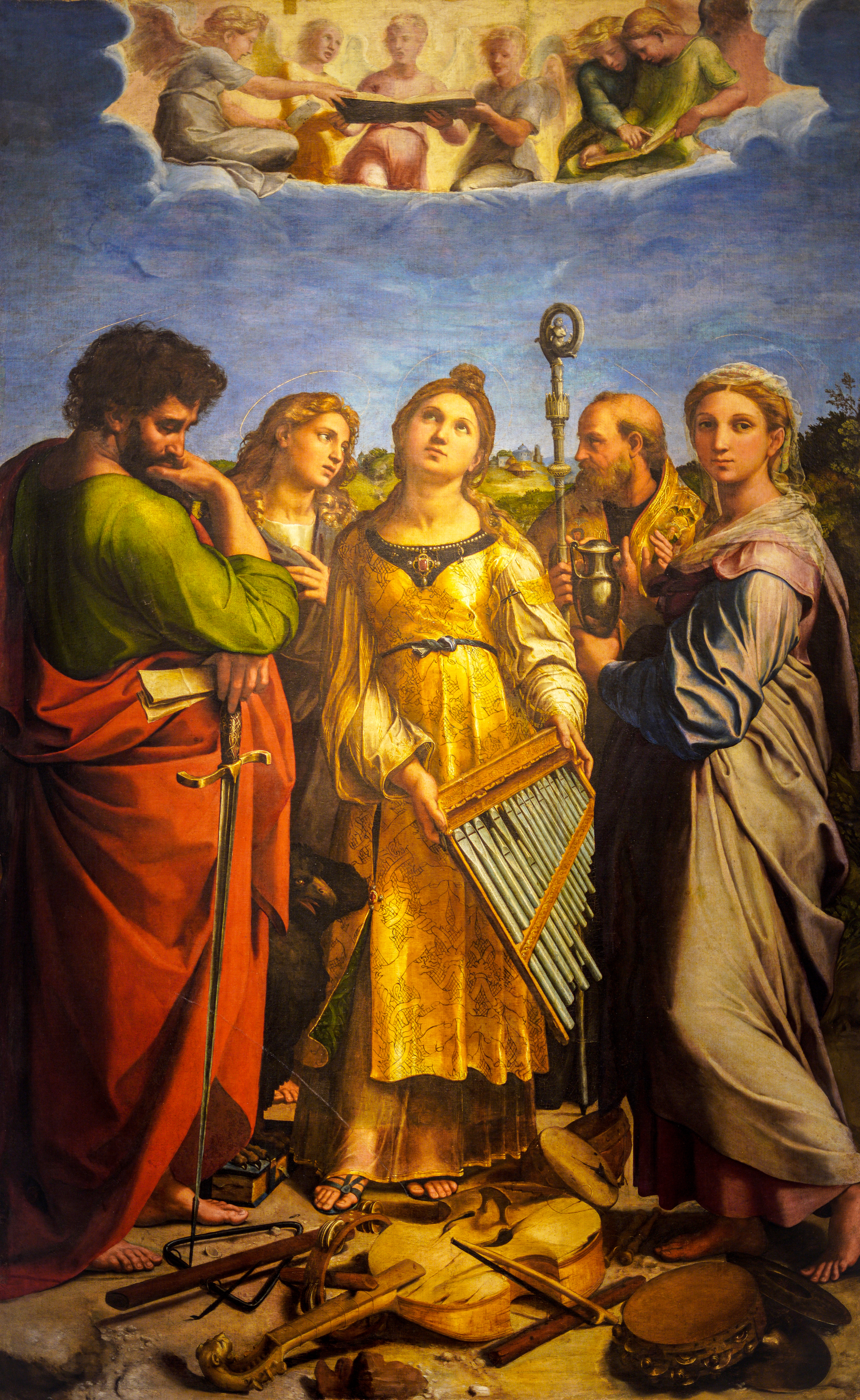
Sainte Cécile par Raffaello Sanzio. Santa Cecilia est la patronne de la musique.

Dans les évangiles de Mathieu et de Marc on parle de la dernière Cène de Jésus et on fait une référence directe à la musique, « et après avoir chanté l'hymne ils sortirent vers le mont des Oliviers » , Mt 26,30; Mc14.26, et les disciples chantèrent avec Jésus le "grand alléluia", StJ 112 -117, qui faisait partie du rituel hébraïque de la Pâque.
Dans ses lettres Saint Paul l'apôtre invite les communautés chrétiennes à faire résonner « psaumes, hymnes et cantiques »  et de chanter la grandeur du Tout-Puissant de tout cœur.
Dans le Nouveau Testament les références aux hymnes chantant le Christ sont nombreuses (ex Gv 1,1-18; Ef 1,4-14; Fil 2,6-11 Eb1,3; Tm 3,16 etc.).
Au commencement était le Verbe, Jean. 1, le début du prologue de Jean est centré sur ce mot, «  verbe » (verbum) en langue grecque (langue dans laquelle l'Évangile fut écrit)  logos, il y a la synthèse de toute la profondeur et la force de la relation entre mot - son - divinité.
Un exemple indirect de corrélation entre Dieu et le son se trouve enfin dans l'Évangile de Jean dans les versets 19,28-30, dans lequel il est sujet de la mort de Jésus. Jean donne à la mort de Jésus un sens spécial. Comme l'évangéliste a l'habitude il lit les faits sur un étage double. Jésus meurt, et « Rend l'Âme » c'est-à-dire il exhale le dernier soupir, mais sa mort lui donne en réalité le Saint Esprit.
De plus, l'étymologie du mot neume met en valeur la notion de signe  - symbole, avec lequel est transcrit le chant grégorien. Neume dérive de « pnéuma » c'est-à-dire d'esprit, ceci qui indique la valeur spirituelle du son musical. La « note » ne revêt pas seulement une valeur indicative, mais possède une grande valeur symbolique tant le son chanté venait de la profondeur de l'âme humaine et est empreint de l'infini sacré.

## Pratique actuelle
Officiellement musique de référence dans l'église catholique romaine, le chant grégorien nourrit, au cours de l'histoire, une grande diversité de pratiques, monodiques ou polyphoniques, écrites ou improvisées à plusieurs (le chant sur le livre) et donc de styles et de formes, vocaux ou même parfois purement instrumentaux, et il coexiste avec eux. Pendant des siècles, le chant né à l'église a été capable de donner la principale impulsion à la musique occidentale et oriente une grande partie de son avenir. Cela se perpétue au moins jusqu'à la Révolution française de 1789.
À partir du XVIIe siècle, la musique des offices religieux avait très progressivement adopté certaines des nouveautés qui se faisaient jour dans la pratique musicale profane. Cela mène, au XVIIIe siècle en particulier, ou au XIXe siècle, à des excès manifestes, qui éloignent de la lettre et de l'esprit du chant liturgique d'origine. Mais c'est aussi dans cette perspective d'adéquation à l'époque, que les décisions de la Contre-Réforme catholique, d'abord prises au Concile de Trente au XVIe siècle, puis par le mouvement jésuite au XVIIe siècle, contribuent à la naissance et au développement de la musique baroque, tant profane que religieuse.
De plus, à partir du XVIe siècle, la division entre l'Église catholique et les Églises issues des Réformes protestantes du XVIe siècle, permet une plus forte diversification des liturgies musicales, les divers réformés cherchant à rendre le texte directement compréhensible par les fidèles, et choisissant ainsi de chanter dans la langue vernaculaire. La langue allemande ou la langue française demandent alors, par exemple, une accentuation très différente du latin.
Tous conservent, jusqu'à nos jours, les moments d'adoration et le chant de l'assemblée. Ils continuent à chercher aussi la perpétuation de la tradition des voix formées au sein de l'Église, afin de pouvoir y pratiquer le chant de manière professionnelle. Actuellement, cet usage est plus développé dans des pays comme l'Allemagne et l'Angleterre qu'en France, où règne une stricte séparation entre l'Église et l'État et où les moyens financiers sont donc moins importants.